# Simon Schabert
Simon Schabert ist ein deutscher Szenenbildner, Szenograf und Modellbauer für Film, Theater und Oper. Er lebt und arbeitet in Stuttgart.

## Leben und Ausbildung
Simon Schabert studierte zunächst Bühnen- und Kostümbild an der Staatlichen Akademie der Bildenden Künste Stuttgart. Anschließend absolvierte er ein Masterstudium in „Design for Stage and Film“ an der Tisch School of the Arts der New York University, das er mit einem Full Tuition Fellowship abschloss.

## Werk
Schabert arbeitet seit den 2010er Jahren als Szenenbildner für Film- und Fernsehproduktionen sowie als Bühnenbildner für Theater und Oper. Im Filmbereich war er an zahlreichen Kurz- und Spielfilmen beteiligt. Seine Arbeiten wurden unter anderem auf dem Filmfestival Max Ophüls Preis, dem Locarno Film Festival und den Internationalen Hofer Filmtagen gezeigt.
Im Bereich Theater und Oper arbeitete Schabert unter anderem für die Staatsoper Unter den Linden, die Bregenzer Festspiele, die Oper Frankfurt, die Nationale Opera & Ballet Amsterdam, das Maxim Gorki Theater Berlin und das WerkX Wien. Dabei arbeitete er mit Regisseurinnen und Regisseuren wie Peter Sellars, Brigitte Fassbaender, Keith Warner, Marc Philip Ginolas und Philipp Krenn zusammen.

## Auszeichnungen
- Craft Award für Production Design, First Run Festival (Where’s the Fire, 2019)[2]
- Best Experimental Short, Cork Underground Short Film Festival (Schwarzer Kaffee, 2015)[2]

## Filmografie (Auswahl)
- 2013: Couchmovie (Production Design)
- 2014: Schwarzer Kaffee (Production Design)
- 2016: Lola and Dallas (Production Design)
- 2019: Extra Sauce (Production Design)[10]
- 2020: Artgerecht (Ausstattung)[11][12]
- 2022: Mach’s Licht aus! (Szenenbild)[13]
- 2024: Tschappel (Szenenbild)[14]